# 瑞穂 (水上機母艦)

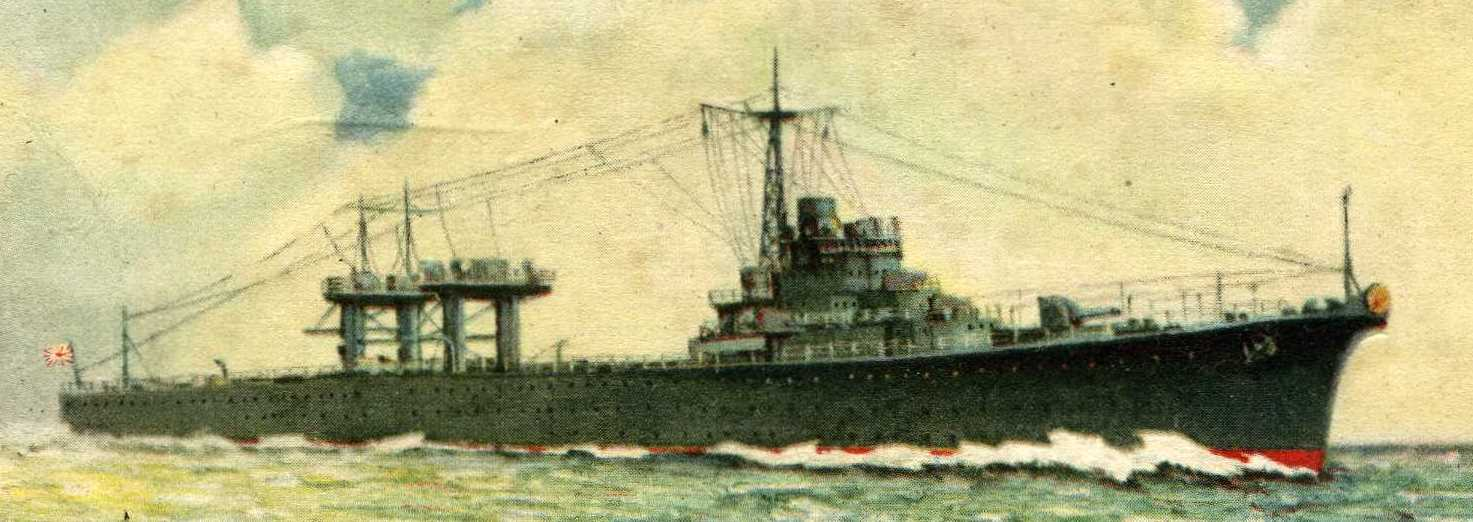
絵葉書

瑞穂（みずほ/みづほ）は、大日本帝国海軍の水上機母艦（甲標的母艦）。

## 概要
軍艦「瑞穂」は日本海軍の水上機母艦。有事の際には特殊潜航艇「甲標的」の母艦に改造可能だが、平時においては水上機母艦として運用された。日本海軍艦艇としては珍しく主機にディーゼルエンジンのみを搭載したが、故障が続発したためディーゼルエンジン搭載予定だった大和型戦艦の建造にも影響を与えた。
1941年（昭和16年）12月の太平洋戦争開戦時は第十一航空戦隊に所属してフィリピン攻略戦や蘭印作戦等に参加、搭載水上機を生かして各地の攻略作戦や護衛任務に従事した。
南方作戦の目途がついた後、機関整備のため内地に帰投。横須賀で修理を終え、ミッドウェー作戦参加のため柱島（瀬戸内海）へ回航中の1942年（昭和17年）5月1日深夜、ガトー級潜水艦のドラムの雷撃により5月2日午前4時頃に沈没した。駆逐艦・潜水艦・哨戒艇・掃海艇・輸送船等は狭義の「軍艦」ではなかったため、「瑞穂」は太平洋戦争で初めて戦没した帝国海軍の軍艦となった。
「瑞穂」は日本の国の美称で、稲の穂（稲穂）がめでたく豊かに実る意味。

## 計画

### 建造経緯
第一次世界大戦後に締結されたワシントン海軍軍縮条約とロンドン海軍軍縮会議により列強各国は海軍休日に突入。その抜け道として帝国海軍は「条約制限外艦艇（給油艦、水上機母艦、貨客船）を建造、平時においてはそのまま運用し、有事の際には短時間のうちに航空母艦(空母)へ改造する」という方針をとった。同時期、帝国海軍は酸素魚雷と『甲標的（特殊潜航艇）』の開発に成功する。しかし甲標的の航続距離は非常に短く、日米艦隊決戦において、決戦海域まで甲標的を輸送する母艦が必要となった。そこで甲標的の着想と同時に開発されたのが千歳型水上機母艦（千歳、千代田）と本艦（瑞穂）、日進《③計画艦》である。なお第一次補充計画で建造が決まった潜水母艦「大鯨《龍鳳》」、②計画(第二次補充計画)で建造が決まった給油艦2隻（剣埼《祥鳳》、高崎《瑞鳳》）は空母へ1カ月で改造、水上機母艦"甲"（千歳、千代田）、水上機母艦"乙"（瑞穂）は戦時には甲標的母艦となる艦で、最高機密の軍機艦であった。

## 艦型
特殊水上機母艦「瑞穂」は、千歳型と同じ②計画に属し、計画要領は同じで、船体主要寸法も同一である。ただ後述するように主機をディーゼルのみとし、速力は22ノットを計画した。これは主機の出力を制限して軍縮条約での制限20ノットとする考えだったと思われる。
航空兵装と甲標的搭載の艤装は千歳型とほとんど同様であるが、主缶（メイン・ボイラー）の煙突が必要無いので格納庫や士官居住区などが改良されて補用機が4機増し、常用24機、補用8機となった。水上機はカタパルトで発進する。
また千歳型が発着甲板の試験のために設置した天蓋を廃止、支柱の左右に渡したフラットのみを設置した。その他甲標的搭載に備えたクレーンは、千歳型の場合片舷2基で共吊りしたが、本艦の場合は甲標的用クレーンは片舷1基のみとなっている。
1940年（昭和15年）、艦尾にハイン式マットを装備した。これはドイツで考案実用化され、水上機母艦神威で実験が行われたもので、航行のまま水上機を揚収できるものだった。「神威」では8ノットまでの揚収に成功し、千歳型や大和型にも搭載の計画があったが結局「神威」と本艦以外は装備されなかった。使用のたびに大量の真水で洗浄してから格納せねばならず、使用機会は制限された。
兵装は高角砲が千歳型の2基から本艦は3基（艦橋前に1基、艦橋両舷に2基）に増設された。艦橋前の高角砲を1番、艦橋左舷側砲を2番、艦橋右舷側砲を3番砲と呼称する。
25mm連装機銃も、同じく千歳型の6基に対し瑞穂型は10基に増強された。機銃のうち4基は艦橋への機銃掃射を考慮して艦橋周辺に配置し、残りは支柱上に3基ずつ配置した。
甲標的母艦に改造された場合、千歳型と同様甲標的12基を搭載、搭載可能水上機は24機から12機に減少する。一説に開戦後に改造されたとする説明もあるが、開戦後に本艦のみを改造する意味が無く、改造は行われなかったとするのが正しいと思われる。

### 機関
機関は千歳型が採用していたタービンとディーゼルエンジン併用をやめ、主機をディーゼル機関のみとした。これは大和型戦艦に搭載予定だった高出力ディーゼル機関の事前実験であったが、故障続発のため同型2隻（大和、武蔵）はタービン・ディーゼル混合をとりやめタービン機関のみを搭載して竣工した。ディーゼル機関の排気筒は後部クレーン支基の両側に外側へ向けて設けられており、大型の煙突が無い事は本艦の外観上の特徴となって独特のシルエットを形成した。
「大鯨」や千歳型に搭載したディーゼルエンジンは11号10型で10気筒であったが、これを8気筒とした11号8型を搭載した。また11型10号の単筒出力800馬力に比べ、475馬力にレーティングを下げて使用する計画だった。成績は「大鯨」搭載の11号10型と同様に故障が頻発、ディーゼルエンジンの不具合は、本艦に深刻な影響を与えた。竣工直後は回転数を制限したため、最大発揮可能速力は17-18ノット程度であった。1940年（昭和15年）6月から約5ヶ月をかけて機関部の検査と修理を行い、計画値22ノット発揮可能となる。それでも信頼性に欠けたため、南方作戦終了後の1942年（昭和17年）3月末から約1カ月かけての再整備で全力発揮可能となったものの、その直後に米潜水艦の雷撃により撃沈された。

## 艦歴

### 太平洋戦争まで
1936年（昭和11年）12月14日、帝国海軍は建造予定の水上機母艦2隻、朝潮型駆逐艦2隻を、それぞれ千代田・瑞穂・峯雲・霰と命名した。同日附で2隻（千代田、瑞穂）は水上機母艦に類別される。
本艦は神戸川崎造船所で1937年（昭和12年）5月1日に起工。
1938年（昭和13年）5月16日、進水。命名式には昭和天皇の名代として伏見宮博恭王が臨席した。
同日附で青木泰二郎大佐は本艦艤装員長に任命される。
5月19日、神戸海軍監督官事務所に瑞穂艤装員事務所を設置。当事の神戸川崎造船所は、「瑞穂」と並行して伊号第八潜水艦や伊号第七五潜水艦、陽炎型駆逐艦7番艦「初風」を建造している。
11月中旬、臨時に瑞穂艤装員事務所を播磨造船所に移転する。
本艦は1939年（昭和14年）2月25日に竣工。瑞穂艤装員事務所を撤去。青木艤装員長も正式に瑞穂艦長（初代）となる。第四艦隊・第十二戦隊に編入。ただちに佐世保へ回航された。
初陣は日中戦争だった。中国北支方面へ出動。
3月12日、第四艦隊司令長官日比野正治中将は第四艦隊旗艦を妙高型重巡洋艦3番艦「足柄」から「瑞穂」に変更した。以前から千歳型水上機母艦は列強各国の注目を集めており、本艦も多数の写真を撮影されたという。本艦は支那方面艦隊（司令長官は4月25日附で長谷川清大将から及川古志郎中将に交代）の一艦として行動した。
同年11月15日附で従来の第四艦隊は第三遣支艦隊に改編され、野村直邦中将が第三遣支艦隊長官に任命された。同日附で瑞穂艦長職は青木大佐から蒲瀬和足大佐に交代。後日、青木大佐は空母赤城艦長に任命され、ミッドウェー海戦で「赤城」沈没後予備役に編入された。
1940年（昭和15年）2月4日、第三遣支艦隊旗艦は「瑞穂」から装甲巡洋艦「磐手」に変更。本艦は予備艦に指定され、横須賀に回航された。
6月1日附で連合艦隊附属となり、8月25日に横須賀を出発。9月7日から15日までトラック泊地に停泊し、22日に横須賀へ戻った。
10月11日、横浜港沖で行われた紀元二千六百年特別観艦式に参加。10月15日附で蒲瀬大佐（瑞穂2代目艦長）は空母蒼龍艦長へ転任。翔鶴型航空母艦1番艦翔鶴艤装員長澄川道男大佐（当時、翔鶴は横須賀で建造中）が、本艦3代目艦長に着任した。11月15日附で連合艦隊直属の第七航空戦隊が編制される。司令官河瀬四郎少将。「瑞穂」は水上機母艦「千歳」と共に同航空戦隊に編入された。
12月10日、横須賀を出撃し、海南島や仏印方面に進出して行動した。

### 太平洋戦争
1941年（昭和16年）3月7日、「瑞穂」は第七航空戦隊旗艦となる。3月27日、横須賀に帰投。
4月10日附で第七航空戦隊は第十一航空戦隊に改称。「瑞穂」は横須賀で修理に従事しており、作戦行動をおこなう状態ではなかった。
当事の横須賀には戦艦2隻（陸奥、長門）、第四戦隊（高雄、愛宕、鳥海、摩耶）、第2駆逐隊（夕立、五月雨、春雨）、第9駆逐隊（朝雲、峯雲、山雲、夏雲）、特務艦「宗谷」等が停泊し、横須賀海軍工廠では「翔鶴」が完成間近、剣埼型潜水母艦1番艦「剣埼（祥鳳）」が空母改造工事中、戦艦「比叡」や空母「赤城」の修理を行っていた。
4月29日、第十一航空戦隊旗艦は本艦から「千歳」に変更される。機関修理と並行し、2隻（千歳、瑞穂）は日本列島沿岸を航海して訓練に従事した。
9月1日、河瀬少将（第十一航空戦隊司令官）は海軍水雷学校校長へ転任、後任の第十一航空戦隊司令官には第三水雷戦隊司令官藤田類太郎少将（旗艦「川内」）が任命される。後任の三水戦司令官は橋本信太郎少将。
9月5日、瑞穂艦長は澄川大佐から大熊譲大佐（軍務局、情報局等勤務）に交代した。後日、澄川大佐は空母飛鷹艦長や、空母大鳳初代艤装員長等を歴任した。
11月24日、呉を出撃。12月2日、パラオ到着。太平洋戦争開戦時、本艦は比島部隊（第三艦隊基幹。指揮官高橋伊望第三艦隊司令長官、第十六戦隊、第五戦隊、第二水雷戦隊、第四水雷戦隊、第五水雷戦隊、第四航空戦隊、第一根拠地隊、第二根拠地隊等）に所属していた。瑞穂搭載機は零式水上観測機12機、九四水偵3機であった。太平洋戦争緒戦ではパラオから出撃し、フィリピンの戦い、南方作戦、蘭印作戦に従事する。12月29日から31日にかけてパラオ滞在。
1942年（昭和17年）1月4日、ダバオのマララグ湾に、フィリピン南部の攻略を終えた比島部隊主力艦（妙高、那智、羽黒、長良、那珂、神通、千歳、瑞穂、平安丸、南海丸、雪風等）は集結・停泊していた。ところがB-17重爆8機の空襲を受け、「妙高」が中破、「瑞穂」に損害はなかった。
1月9日午前、第二航空部隊の「千歳」と「瑞穂」はスラウェシ島最北端のメナド攻略作戦に従事するため、マララグ湾およびパキプタン水道より出撃した。搭載機をもって輸送船団および第二護衛隊（第二水雷戦隊基幹）の対潜、対空直衛などにあたり、1月11日にスラウェシ島バンカ泊地に到着。同地でも対潜・対空直衛・対地協力を実施した。
この日、大型飛行艇9・爆撃機4機と交戦し飛行艇2機撃墜・零観3機を喪失した。なお、「瑞穂」から発進した零式水上観測機が友軍の九六式陸上輸送機1機を誤射して撃墜している。これは海軍の空挺部隊の横須賀鎮守府第一特別陸戦隊（略称「横一特」）によるメナドへの第一次降下部隊324名を九六式陸上輸送機27機に各12名ずつ分乗させてメナドへ向かっていた内の1機であり、搭乗員5名と降下員12名の全員が戦死した。その後も対潜哨戒・上空警戒・対地攻撃支援に従事するが、飛来する連合国軍重爆（B-17やB-24）に対し、水上偵察機は無力であった。
1月21日、東方攻略隊（指揮官高木武雄第五戦隊司令官《那智、羽黒》、直接指揮/第一根拠地隊指揮官久保九次少将）はスラウェシ島ケンダリ攻略をめざしてバンカ泊地を出撃、第二航空部隊（千歳、瑞穂）は攻略部隊の対空・対潜・前路哨戒を実施した。久保少将が率いる攻略隊の主戦力は、軽巡（旗艦）長良、第15駆逐隊（夏潮、黒潮、親潮、早潮）、第16駆逐隊（雪風、時津風、天津風、初風）、第二航空部隊（千歳、瑞穂）等であった。
1月24日、船団はケンダリーに到着した。これを見た水上機母艦「チャイルズ」(USS Childs, AVD-1)はケンダリーを脱出して南方への逃走を開始、第11航空戦隊艦載機は同艦を追撃して空襲をおこなうが、撃沈に失敗した。これ以外の攻略作戦は順調に進み、25日に飛行場を占領、27日には第21航空戦隊（陸攻27機）が進出している。
1月26日、第11航空戦隊司令官の藤田少将は、第五戦隊司令官高木武雄少将に第二航空部隊（千歳、瑞穂）のアンボン島攻略作戦参加を意見具申、これにより本艦のアンボン攻略作戦投入が決まった。27日、第11航空戦隊司令官藤田少将は、第二護衛隊指揮官田中頼三少将（第二水雷戦隊司令官）と会合を行い、攻略作戦における千歳・瑞穂の任務区分（船団前路警戒、対潜直衛、対空直衛、泊地哨戒）を決定した。同日には第7駆逐隊（潮、漣、曙）も蘭印部隊に加わり、アンボン攻略作戦に投入された。
1月29日以降、本艦はアンボン攻略部隊（第二護衛隊〔第二水雷戦隊神通、第8駆逐隊《大潮、朝潮、満潮、荒潮》、第15駆逐隊《陽炎型4隻》、第16駆逐隊《陽炎型4隻》、掃海隊〕、輸送船11隻）を支援する。
1月30日に千歳と合同後、2隻は31日にセラム島（アンボン北方）ケラン泊地に到着、艦載機による対地攻撃を実施して陸戦部隊を支援した。アンボン攻略作戦は、機雷の掃海や一部陸上戦闘の苦戦により、予想以上の時間をかけることになった。「瑞穂」は2月3日に第39号哨戒艇（旧駆逐艦蓼）・監視艇3隻に護衛されケラン泊地を出発、ケンダリーへ向かった。「千歳」は2月6日までアンボン作戦に従事した。
2月6日以降、水上機母艦2隻（千歳、瑞穂）はスラウェシ島マカッサル攻略作戦に従事した。当初は本艦のみマカッサル作戦投入と計画されていたが、2月3日アンボンのラハ飛行場占領にともない基地航空隊が進出、「千歳」をマカッサル作戦に投入する余裕が出来たのである。2月8日、「瑞穂」は「千歳」と合流、攻略作戦を支援した。本作戦の主力部隊は軽巡洋艦「長良」（2月2日復帰）、第21駆逐隊（初霜、子日、若葉）、第24駆逐隊、第15駆逐隊（2月4日以降編入）、第8駆逐隊（2月5日以降編入）で、2月5日ケンダリーを出撃、2月8日の攻略を目指した。攻略作戦成功後の2月11日、3隻（瑞穂、第39号哨戒艇、第2号駆潜艇）はケンダリーへ向かった。
2月17日以降、東方攻略部隊（指揮官高木第五戦隊司令官《直率：那智、羽黒、曙、雷》）および東方攻略部隊・第二護衛隊（指揮官田中二水戦司令官：神通、第15駆逐隊《夏潮欠》、第16駆逐隊、第7駆逐隊第1小隊《潮、漣》、第21掃海隊の掃海艇2隻《第7号、8号》、瑞穂、哨戒艇3隻《1号、2号、39号》、輸送船4隻）は小スンダ列島のティモール島攻略を実施。本作戦に際し、第21航空戦隊司令官は「ケンダリー基地からチモールまで385浬あり、基地航空隊が常に上空掩護を行うのは難しい」として第11航空戦隊の協力を要請、これに第二水雷戦隊も同調し、蘭印部隊指揮官高橋伊望中将は2隻（瑞穂、第39号哨戒艇）の第二護衛部隊編入を下令したのである。
2隻（瑞穂、第39号哨戒艇）は2月18日朝から夕刻までビノンコ島に臨時水上基地を設置、19日にはロンブレン島北岸レワリン岬沖に到着して水上基地を設置、輸送船団の上空支援を行った。
2月20日朝、「瑞穂」はアロール島南方海面を行動し、艦載機による上空掩護・対地支援攻撃を行う。同日、東ティモールのデリー攻略に向かった第7駆逐隊（潮、漣）と第二梯団は上陸に成功、その日のうちにデリー飛行場を占領し、24日に第7駆逐隊はマカッサルへむかった。
2月21日、蘭印部隊指揮官高橋中将はジャワ島攻略作戦の切迫（カレル・ドールマン少将ひきいるABDA艦隊出現）により、2隻（瑞穂、第39号哨戒艇）の蘭印部隊復帰を下令、2隻はスラウェシ島にむかった。クーパン（西ティモール）攻略も23日までに成功し、24日夕刻をもって第二護衛隊は解散。第二水雷戦隊（神通、雪風、初風、時津風、天津風）は東部ジャワ攻略作戦に参加、第15駆逐隊はジャワ南方機動作戦に参加、第21掃海隊と第1哨戒隊は同地残留と決定し、各隊は各方面へ移動を開始した。
2月18日の時点で本艦が所属する第二航空部隊は、第11航空戦隊（千歳、瑞穂）、哨戒艇3隻（34号《薄》、38号《蓬》、39号《蓼》）、佐連特銃兵1個小隊、漁船6、海上トラック1隻という戦力だった。第二航空部隊は東部ジャワ攻略輸送船団の対潜哨戒および上陸戦闘に協力することになった。「瑞穂」は23日バタマラン島（スラウェシ島ボネ湾）に到着、27日にはボルネオ島プチン角（バンジェルマシン西方）に移動して「千歳」と合流、南下して28日にバウエアン島西岸（ジャワ島スラバヤ北方）へ進出した。すでにスラバヤ沖海戦の主要海戦は終わって日本艦隊は勝利しており、第11航空戦隊（千歳、瑞穂）はバウエアン島を基地として輸送船団の上空掩護を実施する。
3月1日、英重巡「エクセター」、駆逐艦2隻（エンカウンター、ポープ）攻撃のため1240に零観11機（爆装）を派遣するが、天候のため敵艦を発見できなかった。水上機部隊が味方部隊を発見した時にはエクセターとエンカウンターは沈没、ポープは空母龍驤艦載機および日本艦隊によってとどめをさされた後だった。
スラバヤ攻略作戦において、第二航空部隊（第11航空戦隊《千歳、瑞穂》）は延べ643機を投入、敵機撃墜3、撃破19、車輌撃破22、駆逐艦1隻廃艦、商船1撃沈1撃破、潜水艦2隻撃破不確実という戦果を報じた。「瑞穂」は船体・機関修理のため3月4日ケンダリーへ回航（3月6日スターリング湾着）、9日以降スラバヤ方面に再進出して「千歳」と合流した。3月9日のオランダ軍降伏によりジャワ島方面での作戦は概ね完了、第11航空戦隊（千歳、瑞穂）は3月14日マカッサルに到着した。
その後、本艦は日本本土へ帰投、「千歳」と分離した（千歳はニューギニア攻略作戦従事）。3月19日から22日までダバオ停泊。3月26日、行動予定を通報。3月28日、本艦は横須賀に到着した（同日、浦賀船渠で駆逐艦風雲が竣工）。

### 沈没
懸案であった機関不調は1942年（昭和17年）4月に横須賀海軍工廠で実施された改造により、ようやく全力発揮が可能となった。
4月18日のドーリットル空襲では、横須賀で入渠中（建造中）の本艦および大和型戦艦3番艦110号艦（信濃）は被害を受けず、空母改造作業中の潜水母艦大鯨《龍鳳》にB-25が投下した爆弾1発が命中した。

4月30日、軍艦3隻（瑞穂、高雄、摩耶）の行動予定が決定。
同日、第10駆逐隊（巻雲、風雲）が横須賀を出港し、水上機母艦（飛行艇母艦）秋津洲が横須賀に到着する。
5月1日正午過ぎ、「瑞穂」は横須賀を出発して柱島泊地（瀬戸内海）へ向かう。午後4時、第四戦隊（高雄、摩耶）も横須賀を出港して柱島泊地へ向かう。
柱島へ単独回航途中の同日午後11時頃、本艦は米潜水艦ドラム（USS Drum, SS-228）から雷撃された。被雷地点は御前崎の220度40浬。
魚雷は瑞穂左舷機械室と発電機室の中間に1本命中し、大火災が発生、被雷数分後には左傾斜20度以上となった。
瑞穂被雷の報を受け、本艦より約4時間遅れで横須賀から瀬戸内海へ回航中だった高雄型重巡洋艦2隻（高雄、摩耶）が瑞穂遭難現場に急行、5月2日午前0時30分に到着した。2隻搭載の零式水上偵察機が遭難現場に派遣され、対潜警戒に従事した。
「瑞穂」では注水作業で艦の傾斜復元に努めて、火災も鎮火見込みのため曳航も検討されたが、浸水は止まらず、浮力をうしなって艦は危機に瀕した。
午前3時30分、総員退去が命じられる。「高雄」が人員や瑞穂艦載艇の救助を行い、「摩耶」が周辺海面を警戒した。
午前4時16分、第四戦隊（高雄、摩耶）の乗員が敬礼する中、本艦は艦尾から沈没していった。これが太平洋戦争における日本の「軍艦」戦没第1号となり、また1914年（大正3年）10月18日に撃沈された防護巡洋艦「高千穂」以来28年ぶりの「撃沈された軍艦」となった。
同日午後、昭和天皇は永野修身軍令部総長より瑞穂沈没の奏上を受ける。天皇は「初めて大きな艦がやられたね」と述べた。
連合艦隊参謀長宇垣纏少将は、主要艦船回航の際、出来るだけ護衛艦をつけるよう通達。同時に、連合艦隊は駆逐隊・航空隊・内戦部隊による本州南岸の対潜掃蕩を命じた（詳細後述）。
また横須賀鎮守府は米軍潜水艦の活動について、以下の戦訓をまとめた。
戦闘詳報による救助者（准士官以上45名《艦長含む》、下士官兵557名、傭人5名）、未収容者/戦死者（准士官以上7名、下士官兵94名）、負傷者（重傷17名、軽傷14名）。だが同艦に三等整備兵曹として（沈没前日に昇進）乗り組んでいたエッセイストの小林孝裕は、実数の戦死者は、報告のその三倍程度はあったと推測している。
その後、四戦隊（高雄、摩耶）に便乗した瑞穂生存者は横須賀に到着。一時館山海軍航空隊に収容された。横須賀海軍病院に収容された負傷者の中には、死亡した者もいたという。
瑞穂沈没の速報を受けて、第6駆逐隊や第9駆逐隊（夏雲、朝雲、峯雲）が第四戦隊（摩耶、高雄）の護衛および、敵潜水艦（ドラム）掃蕩のために派遣された。
上記駆逐隊以外にも、横須賀鎮守府麾下の海面防備隊や航空部隊、駆逐艦複数隻（澤風、朧、沖風）に対しても対潜掃蕩作戦への参加が下令されていた。
だが米潜水艦を捕捉することはできず、5月2日に宇山丸（興国産業、5,014トン）、5月4日には金剛山丸（伊勢湾部隊指揮官座乗）が撃沈されている（いずれも米潜水艦トラウトによる）。
5月20日、「瑞穂」は艦艇類別等級表の水上機母艦の項目から削除された。
また珊瑚海海戦で撃沈された空母祥鳳と同日附で軍艦籍から除籍。本艦除籍の報告を受けた昭和天皇は、「瑞穂は良き名だったが、沈没したから再び艦の名前には名づけられぬな」と語ったという。
「瑞穂」はミッドウェー島攻略を目指すミッドウェー作戦に参加予定だったが、本艦喪失により第十一航空戦隊は「千歳」1隻となった。そこで5月20日附（瑞穂除籍と同日）で特設水上機母艦神川丸が、代艦として編入された。第十一航空戦隊（千歳、神川丸）は、駆逐艦早潮（第15駆逐隊）・第35号哨戒艇〔旧駆逐艦蔦〕・海軍陸戦隊1個小隊をもって『航空隊』を編成、ミッドウェー作戦に参加する。
同海戦後の6月25日、瑞穂残務処理事務所は撤去された。

## 年表
- 1937年5月1日 神戸川崎造船所にて起工。
- 1938年5月16日 進水。
- 1939年2月25日 竣工。水上機母艦に類別。
- 1941年4月10日 連合艦隊付属第十一航空戦隊に編入される。
- 1941年12月 レガスピー攻略、カタンドアネス島爆撃、ラモン湾攻略作戦に参加。
- 1942年1月 メナド、ケンダリー、アンボン攻略作戦に参加。
- 1942年2月 マカッサル、クーパン、スラバヤ攻略作戦に参加。
- 1942年
  - 3月28日 東南アジアでの作戦を終え、横須賀帰投[93]。
  - 4月　横須賀海軍工廠入渠。
  - 5月1日　横須賀出発、内海西部へ向かう[100]。
  - 5月2日　御前崎沖において米潜水艦ドラムの雷撃で戦没した。
  - 5月20日　除籍[132]。

## 歴代艦長
※『艦長たちの軍艦史』189-190頁、『日本海軍史』第9巻・第10巻の「将官履歴」に基づく。

### 艤装員長
1. 青木泰二郎 大佐：1938年5月16日[39] - 1939年2月25日[45]

### 艦長
1. 青木泰二郎 大佐：1939年2月25日[45] - 1939年11月15日[50]
2. 蒲瀬和足 大佐：1939年11月15日[50] - 1940年10月15日[55]
3. 澄川道男 大佐：1940年10月15日[56] - 1941年9月5日[64]
4. 大熊譲 大佐：1941年9月5日[64] - 1942年5月20日[137]